# Janny van der Heijden
Janny van der Heijden (Haarlem, 3 september 1954) is een Nederlands culinair publiciste en presentatrice. Voor haar televisiecarrière schreef ze decennialang dagelijks voor diverse dagbladen en tijdschriften. Ze was hoofdredactrice van het kookblad Tip Culinair. Daarnaast schreef ze tientallen kookboeken.

## Carrière

### Boeken en media
Janny van der Heijden studeerde Nederlandse Taal en Letterkunde. Als redacteur bij een uitgeverij begon ze ooit met het vertalen en bewerken van een kookboek. Anno 2021 heeft ze zelf tientallen titels op haar naam staan, waaronder series voor Albert Heijn en IKEA (internationaal). Daarnaast schreef ze tot januari 2018 een dagelijkse rubriek voor regionale dagbladen en later het AD.
Van der Heijden had midden jaren '80 een wekelijkse rubriek over eten in radioprogramma's met Ted de Braak en Dick Passchier. Ze was internationaal hoofdredacteur van RECIPEWEB.Com en hoofdredacteur van TIP culinair. In 2023 verscheen haar boek Smaakpalet van de Lage Landen, waarin Van der Heijden de traditie en eetcultuur van de Nederlanden onderzoekt aan de hand van iconische schilderijen.

### Televisie
Wat haar televisiewerk betreft begon Van der Heijden als eindredacteur van Koken met Sterren, een programma dat in 1993 van start ging. Daarna was ze betrokken bij de productie van onder meer Wie is de Chef?, dat in 2008 begon. Vervolgens bij Mijn Tent is Top, MasterChef, Junior MasterChef, Life & Cooking, Koffietijd en de serie Kwestie van Smaak. Dit laatste programma, met veel informatie over de kwaliteit en herkomst van voedsel, bedacht ze zelf.
Van der Heijden werkte als culinair adviseur en (eind)redacteur mee aan televisieprogramma's als MasterChef Holland, Life & Cooking en Koffietijd. Pas bij het programma Heel Holland Bakt op NPO 1 kwam ze in beeld. Samen met Robèrt van Beckhoven en André van Duin  (eerder Martine Bijl) zorgt Van der Heijden voor de presentatie. In 2015 sprak ze voor Martine Bijl de voice-over van de finale in. Bijl had een hersenbloeding gekregen, nadat alle opnamen van het derde seizoen waren gemaakt. Hierdoor kon Bijl de voice-over van de finale niet zelf inspreken. Sinds 2020 is Janny ook te zien als jurylid in Heel Holland Bakt Kids. Het vierde en meeste recente seizoen, met Plien van Bennekom als presentator, was in september en oktober 2023 te zien op NPO Zapp.
In 2014 en 2015 heeft ze de quiz van het programma De Nationale Eettest samengesteld en geschreven, tevens was ze naast presentator Paul de Leeuw in het programma te zien om hem en het publiek achtergrondinformatie over de vragen te geven. Daarnaast was Van der Heijden in 2014 te zien in de programma's Roodkapje en Ik hou van Holland en in januari 2015 in De Slimste Mens. In deze programma's was ze te zien als deelnemer. Van der Heijden was van januari 2015 tot en met oktober 2016 drie seizoenen lang te zien als co-host in het jongerenprogramma Pauls Puber Kookshow van Paul de Leeuw. Hiermee wonnen ze uiteindelijk in 2016 de Gouden Stuiver voor beste programma voor de jeugd op het Gouden Televizier-Ring Gala.
Tevens had Van der Heijden een kleine rol in het programma SynDROOM, het Sinterklaasjournaal en The Passion. Hierin fungeerde ze respectievelijk als jurylid, als koekenbakker en als bakkersvrouw. In 2017 deed Van der Heijden mee aan de Tafel van Taal, samen met Loretta Schrijver en in het najaar aan Maestro. Vanaf 2019 reist ze iedere zomer in het programma Denkend aan Holland van Omroep MAX samen met André van Duin per boot door Nederland. Hierbij gaat ook haar teckel Nhaan mee als scheepshond. In 2020 is ze als kandidaat te zien in het RTL 4 programma Het perfecte plaatje, waarin zij op de derde plaats eindigt. In 2021 presenteert ze haar eigen programma, De Smaak van Nederland op 24Kitchen. Bij de Zapp Awards 2022 zat Van der Heijden achter het pauw-masker en reikte de prijs voor favoriete jeugdprogramma uit. In 2022 speelde Van der Heijden samen met André van Duin de rol van de collectanten in de derde editie van het televisieprogramma Scrooge Live.
Eind 2023 was zij te zien in Denkend aan Zwitserland bij Omroep MAX op NPO 1. In dit programma maakte zij samen met André van Duin en hondje Nhaan een treinreis door het Zwitserse landschap. 

Op 13 juni 2025 is haar hondje overleden.

### Film
In het najaar van 2023 vertolkte Van der Heijden de rol van buurvrouw in de bioscoopfilm De Grote Sinterklaasfilm en de strijd om pakjesavond. In oktober 2024 was Van der Heijden te zien in de bioscoopfilm Opa Cor.